# Dolichogryllus bicolor
Dolichogryllus bicolor är en insektsart som beskrevs av Lucien Chopard och Baccetti 1968. Dolichogryllus bicolor ingår i släktet Dolichogryllus och familjen syrsor. Inga underarter finns listade i Catalogue of Life.